# Мінерали телетермальні
Мінерали телетермальні (рос. минералы телетермальные, англ. telethermal minerals; нім. telethermale Minerale n pl) — мінерали, утворені біля земної поверхні з гідротермальних розчинів, які далеко мігрували від материнського вогнища.